# Уоллес, Джордж
Джордж Корли Уоллес-младший (англ. George Corley Wallace, Jr.; 25 августа 1919 — 13 сентября 1998) — американский политический деятель, 45-й губернатор штата Алабама на протяжении четырёх сроков: 1963—1967, 1971—1979 и 1983—1987. «Самый влиятельный проигравший» XX столетия в политике США — согласно биографам Дэну Т. Картеру и Стивену Лешеру. Четыре раза баллотировался на пост президента США.

## Ранние годы
Первый из четырёх детей Уоллес родился в городе Клайо (округ Барбор, штат Алабама). Его родители Джордж Корли Уоллес и Мозел Смит Уоллес не любили приставку «младший», поэтому называли сына Джордж Си, чтобы отличать его от отца и деда — доктора Джорджа Уоллеса. Отец Уоллеса бросил колледж для того, чтобы заняться фермерским хозяйством во время Первой мировой войны, когда цены на сельхозпродукцию были высоки. Однако после его смерти в 1937 году Мозел была вынуждена продать их ферму, чтобы заплатить по долгам.
Джордж увлёкся политикой ещё в 10-летнем возрасте. Тогда он выиграл конкурс на право войти в обслуживающий персонал Сената штата Алабама и предсказал, что однажды будет губернатором. Уоллес добился заметных успехов в боксе на местном уровне. А в 1937 году поступил на юридический факультет университета Алабамы. Сразу после получения степени бакалавра в 1942 Уоллес прошёл подготовку в рядах ВВС Армии США и стал штаб-сержантом. Выполняя боевые задания на бомбардировщике B-29, он служил под командованием Кёртиса ЛеМея, который впоследствии стал его напарником по президентской кампании 1968. Во время службы Уоллес едва не умер от менингита. Несмотря на то, что медикам удалось спасти ему жизнь, он частично потерял слух и был комиссован.

## Начало политической карьеры
В 1938 г., в возрасте 18 лет, Уоллес поспособствовал успешному выдвижению своего деда на должность судьи. Позже, в 1945 г., его назначили помощником генерального прокурора штата Алабама. В следующем году он был избран в Палату представителей штата. В то время он придерживался умеренной позиции по расовому вопросу. Будучи делегатом Национальной конвенции демократической партии, он не поддержал диксикратов, покинувших зал заседания в ответ на призыв мэра Миннеаполиса Хьюберта Хамфри «прямо идти к яркому свету прав человека». И тем не менее, Уоллес выступил против программы Гарри Трумэна, касавшейся гражданских прав, которую он рассматривал как покушение на права штатов. В своей инаугурационной речи 1963 года на посту губернатора Уоллес оправдал свой отказ покинуть съезд 1948 года по политическим мотивам.
В 1952 году он стал окружным судьёй третьего судебного округа Алабамы. Здесь он стал известен как «маленький боевой судья», как дань его увлечению боксом. Он заработал репутацию справедливого человека независимо от расы истца. В то время у местных судей было обычной практикой называть чернокожих адвокатов по именам, в то время как к их белым коллегам официально обращались «мистер»; Чёрный адвокат Дж. Л. Честнат позже сказал, что «судья Джордж Уоллес был самым либеральным судьёй, перед которым я когда-либо занимался юридической практикой. Он был первым судьёй в Алабаме, который назвал меня „мистером“ в зале суда».
С другой стороны, Уоллес издал судебные запреты, чтобы предотвратить удаление знаков разделения на вокзалах, став первым южным судьёй, сделавшим это. Точно так же, во время усилий организаций по защите прав граждан по расширению регистрации избирателей чернокожих, Уоллес заблокировал федеральные усилия по пересмотру избирательных списков округа Барбор. Он был привлечён к уголовной ответственности за неуважение к суду в 1959 году.
В качестве судьи Уоллес назначил некоторым чернокожим условный срок, что возможно, стоило ему победы на губернаторских выборах 1958 года.

## Неудачная попытка избраться губернатором
В 1958 году Уоллес победил в праймериз на пост губернатора. После фактического лишения избирательных прав чернокожих, а также большинства бедных белых в конституции 1901 года, Демократическая партия была фактически единственной партией в Алабаме. Во всех смыслах праймериз Демократической партии были настоящим соревнованием на государственном уровне. Это был политический перекрёсток для Уоллеса. Представитель штата Джордж К. Хокинс из Гадсдена баллотировался, но главным противником Уоллеса был генеральный прокурор штата Джон Малкольм Паттерсон, который баллотировался при поддержке Ку-клукс-клана, организации, против которой выступал Уоллес. Уоллес был одобрен NAACP (Национальной ассоциацией содействия прогрессу цветного населения). Уоллес проиграл с отрывом в более чем на 34 400 голосов.
После выборов помощник Сеймор Траммелл вспомнил, как Уоллес сказал: «Сеймор, ты знаешь, почему я проиграл гонку того губернатора? <…> Меня превзошёл Джон Паттерсон. И я скажу тебе здесь и сейчас, я никогда больше не буду проигравшим».
После своего поражения Уоллес занял жёсткую сегрегационную позицию и использовал эту позицию, чтобы добиться голосования белых на следующих губернаторских выборах в 1962 году. Когда один из сторонников спросил, почему он начал использовать расистские высказывания, Уоллес ответил: «Вы знаете, я пытался говорить о хороших дорогах, хороших школах и обо всём этом, что было частью моей карьеры, но никто не слушал. А потом я начал говорить о ниггерах, и они топнули по полу».

## ГубернаторАлабамы

### Сегрегация
На праймериз демократов 1962 года Уоллес финишировал первым, опередив сенатора штата Райана ДеГраффенрида-старшего и набрав 35 процентов голосов. Во втором туре Уоллес выиграл номинацию с 55 процентами голосов. Поскольку ни один республиканец не участвовал в выборах, это почти означало победу Уоллеса на выборах губернатора. Он одержал сокрушительную победу на всеобщих выборах в ноябре, набрав 96 процентов голосов. Как отмечалось выше, демократическое господство было достигнуто за счёт лишения избирательных прав большинства чернокожих и многих бедных белых в штате в течение десятилетий, что продолжалось до нескольких лет после принятия федерального законодательства о гражданских правах в 1964 и 1965 годах.

Уоллес принял присягу 14 января 1963 года, стоя на золотой звезде, отмечавшей место, где почти 102 года назад Джефферсон Дэвис был приведён к присяге в качестве временного президента Конфедеративных Штатов Америки. В своей инаугурационной речи Уоллес сказал: 
Во имя величайших людей, которые когда-либо ступали на эту землю, я провожу черту в пыли и бросаю перчатку перед ногами тирании, и я говорю: сегрегация сейчас, сегрегация завтра, сегрегация навсегда.
Это предложение было написано новым спичрайтером Уоллеса, лидером Ку-клукс-клана Аса Эрлом Картером.
В 1963 году президент Джон Ф. Кеннеди приказал 2-й пехотной дивизии армии США из Форт-Беннинг, штат Джорджия быть готовыми обеспечить соблюдение расовой интеграции в университете штата Алабама в Таскалусе. В тщетной попытке остановить набор чернокожих студентов Вивиан Мэлоун и Джеймса Худа, губернатор Уоллес стоял перед аудиторией Фостер в Университете Алабамы 11 июня 1963 года.
В сентябре 1963 года Уоллес попытался помешать четырём чёрным ученикам поступить в четыре отдельные начальные школы в Хантсвилле. После вмешательства федерального суда в Бирмингеме четверым детям было разрешено поступить 9 сентября, и они стали первыми, кто поступил в начальную или среднюю школу в Алабаме.
Уоллес отчаянно хотел сохранить сегрегацию. Согласно его собственным словам: «Президент [Джон Ф. Кеннеди] хочет, чтобы мы уступили это государство Мартину Лютеру Кингу и его группе прокоммунистов, которые организовали эти демонстрации».
Во время речи в Милуоки, штат Висконсин 17 сентября 1964 года Уоллес предсказал, что занимающие должности сторонники законопроекта о гражданских правах будут политически неудачны к 1966 и 1968 годам.
«Британская энциклопедия» охарактеризовала его не таким сильным сегрегационистом, но больше популистом, который потворствовал белому большинству избирателей штата Алабама. В нём отмечается, что его неудавшаяся попытка президентской политики преподала уроки, которые позже повлияли на популистские кандидатуры будущих президентов Джимми Картера и Рональда Рейгана. Джек Ньюфилд писал в 1971 году, что Уоллес «в последнее время звучал как Уильям Дженнингс Брайан, когда в своих речах атаковал концентрированное богатство».

### Экономика и образование
Основным достижением первого срока Уоллеса было нововведение в промышленном развитии Алабамы, которое позже скопировали несколько других штатов: он был первым южным губернатором, который поехал в штаб-квартиру корпораций в северных штатах, чтобы предложить налоговые льготы и другие стимулы для компаний, желающих разместить заводы в Алабаме.
Он также инициировал систему общественных колледжей, которая теперь распространилась по всему штату, готовя многих студентов к поступлению и дальнейшему четырёхлетнему обучению в Обернском университете или Университете Алабамы. Инициировал развитие и создание многих колледжей.

## Президентские праймериз от Демократической партии 1964 года
15—20 ноября 1963 года в Далласе Уоллес объявил о своём намерении выступить против действующего президента Джона Ф. Кеннеди в битве за пост кандидатуры на пост президента от демократов 1964 года. Несколько дней спустя, также в Далласе, Кеннеди был убит, и вице-президент Линдон Б. Джонсон сменил его на посту президента.
Основываясь на своей дурной славе после разногласий в Университете Алабамы, Уоллес участвовал в праймериз демократов в 1964 году по совету эксперта по связям с общественностью из Висконсина. Уоллес активно участвовал в кампании, выражая своё несогласие с интеграцией чернокожих и жёстким подходом к преступности. На предварительных выборах демократов в Висконсине, Индиане и Мэриленде Уоллес набрал не менее трети голосов.
Уоллес был известен тем, что возбуждал толпы своим ораторским искусством. The Huntsville Times взяла интервью у Билла Джонса, первого пресс-секретаря Уоллеса, который рассказал «особенно пламенную речь в Цинциннати, штат Огайо, в 1964 году, которая напугала даже Уоллеса, [где он] сердито крикнул толпе из 1000 человек: „Когда мы с вами начнём маршировать, демонстрировать и нести знаки, мы закроем все шоссе в стране“. Зрители вскочили на ноги и направились к выходу», — сказал Джонс. «Это потрясло Уоллеса. Он быстро двинулся, чтобы их успокоить».

Весной 1964 года на выпускных упражнениях в университете Боба Джонса в Гринвилле, Южная Каролина, Уоллес получил звание почётного доктора. В начале Боб Джонс-младший прочитал следующую цитату как дань уважения Уоллесу: 
Людей, которые боролись за истину и праведность, всегда клеветали, клеветали и искажали. Американская пресса в своих нападках на губернатора Уоллеса продемонстрировала, что она больше не свободна, американская и честна. Но вы, господин губернатор, продемонстрировали не только ошеломляющие победы на недавних выборах в вашем собственном штате Алабама, но и показ, который вы продемонстрировали в штатах, где долгое время доминировали дешёвые демагоги и эгоистичные радикалы, которые всё ещё существуют. Америка любит свободу, здравый смысл и, по крайней мере, некоторую надежду на сохранение наших конституционных свобод.

## Незаконный список избирателей 1964 года
В 1964 году республиканцы Алабамы должны были извлечь выгоду из непредвиденных последствий двух событий: губернатор Уоллес отказался от участия в выборах от Демократической партии против президента Джонсона и назначение незадействованных выборщиков-демократов в Алабаме, что по сути, являлось отстранением президента Джонсона из бюллетеня всеобщих выборов. Перед республиканским национальным съездом 1964 года в Сан-Франциско, Уоллес и его помощники Билл Джонс и Сеймор Траммелл встретились в отеле Jefferson Davis в Монтгомери с лидером республиканцев Алабамы Джеймсом Д. Мартином. Уоллес и его помощники пытались определить, действительно ли Барри Голдуотер, грядущий кандидат в президенты от республиканской партии, который в качестве сенатора от Аризоны голосовал против Закона о гражданских правах 1964 года по либертарианским и конституционным основаниям, будет выступать за отмену закона, особенно в отношении общественных помещений и равных условий занятости. Билл Джонс указал, что Уоллес согласился с антикоммунистической позицией Голдуотера, но выступил против предложения республиканцев сделать социальное обеспечение добровольной программой. Джонс подчеркнул, что Уоллес в том году пожертвовал своими президентскими стремлениями, чтобы позволить республиканцам бросить прямой вызов президенту Джонсону. Позже выяснилось, что Уоллес предложил на встрече с Мартином поменяться партиями, если его можно будет назвать кандидатом на пост вице-президента Голдуотера. По сообщениям, Голдуотер отклонил эту увертюру, потому что считал Уоллеса расистом.
Избиратели-республиканцы 1964 года были первыми после Реконструкции, кто одержал победу в Алабаме. Кандидатуры Голдуотера-Миллера получили 479 085 голосов (69,5 процента) против 209 848 голосов (30,5 процента) незаявленных избирателей. Республиканская волна также привела к победе пять республиканских членов Палаты представителей Соединённых Штатов Америки.

## Первый джентльмен из Алабамы
Ограничения сроков в Конституции Алабамы не позволили Уоллесу баллотироваться на второй срок в 1966 году. Поэтому Уоллес предложил свою жену Лурлин Уоллес в качестве суррогатного кандидата на пост губернатора. На предварительных выборах от Демократической партии она победила двух бывших губернаторов, Джима Фолсома и Джона М. Паттерсона, генерального прокурора Ричмонда Флауэрса-старшего и бывшего представителя США Карла Эллиотта. Во многом благодаря работе сторонников Уоллеса, ограничение Алабамы на губернаторскую преемственность было позже изменено, чтобы позволить два срока подряд.
Уоллес защищал кандидатуру своей жены по доверенности. Он почувствовал себя в некоторой степени оправданным, когда в 1966 году республиканцы в Айдахо отказали в повторном назначении губернатора Роберта Э. Смайли, автора статьи под названием «Почему мне жаль Лурлин Уоллес». В своих мемуарах Уоллес рассказывает о способности своей жены «очаровывать толпу» и отбрасывать оскорбления: «Я безмерно гордился ею, и мне нисколько не повредило уступить ей место в способности собирать голоса». Уоллес дал отпор критику который утверждал, что тот «втянул» свою жену в гонку. «Она любила каждую минуту своего поста губернатором так же … как миссис (Маргарет) Смит нравится быть сенатором».
Во время кампании 1966 года Джордж Уоллес подписал закон штата, отменяющий правила десегрегации между городами и округами Алабамы и бывшим Министерством здравоохранения, образования и социального обеспечения США. Уоллес утверждал, что закон помешает национальному правительству вмешиваться в дела школ. Критики осудили «политический обман» Уоллеса и выразили тревогу по поводу возможной конфискации федеральных средств. Кандидат в губернаторы от республиканцев Джеймс Д. Мартин обвинил демократов в том, что они «играют со своими детьми в политику» и «пренебрегают академическими успехами».
Мартин также выступал против принципов десегрегации и спонсировал поправку Палаты представителей США, запрещающую размещение студентов и учителей на основе расовых квот. Он предсказал, что законодательство Уоллеса приведёт к изданию судебного постановления, требующего немедленной и полной десегрегации во всех государственных школах. Он также сравнил новый закон Алабамы с «ещё двумя с половиной минутами простоя у дверей школы».
Лурлин Уоллес победила Мартина на всеобщих выборах 8 ноября 1966 года. Её инаугурация состоялась в январе 1967 года, но 7 мая 1968 года она умерла в офисе от рака в возрасте 41 года во время продолжающейся второй президентской кампании её мужа. После её смерти её сменил вице-губернатор Альберт Брюэр, который бежал без республиканской оппозиции в гонке Уоллеса-Мартина. Таким образом, влияние Джорджа Уоллеса в правительстве штата уменьшилось до его следующей заявки на избрание от своего имени в 1970 году. Он был «первым джентльменом» менее полутора лет.

## Выборы 1968 года
Планирование президентской кампании Уоллеса 1968 года началось со стратегической сессии вечером в день инаугурации Лурлин Уоллес в марте 1967 года. На встрече присутствовали известные сторонники превосходства белой расы и антисемиты, в том числе: Аса Картер; Уильям Симмонс из Совета белых граждан ; Шериф округа Даллас Джим Кларк; бывший губернатор Миссисипи Росс Барнетт ; Леандер Перес, ярый сторонник сегрегации и антисемит из Луизианы; Кент Кортни, Джон Бирчер.
Уоллес баллотировался в президенты на выборах 1968 года как кандидат от Американской независимой партии, а Кертис Лемей был его кандидатом на пост вице-президента. Уоллес надеялся вынудить Палату представителей принять решение о выборах с одним голосом от штата, если он сможет получить достаточно голосов выборщиков, чтобы сделать его влиятельным посредником. Уоллес надеялся, что южные штаты смогут использовать своё влияние, чтобы положить конец федеральным усилиям по десегрегации. Его платформа содержала щедрые прибавки для получателей социального обеспечения и медицинской помощи. Внешнеполитические позиции Уоллеса отличали его от других кандидатов в этой области. «Если Войну во Вьетнаме невозможно было выиграть в течение 90 дней после вступления в должность, Уоллес пообещал немедленно вывести войска США … Уоллес описал иностранную помощь как деньги, „пролившиеся на крысиную нору“, и потребовал, чтобы европейские и азиатские союзники платили больше за свою защиту».
Ричард Никсон опасался, что Уоллес может разделить голоса консерваторов и позволить кандидату от демократов, действующему вице-президенту Хьюберту Хамфри, победить. Некоторые демократы опасались, что обращение Уоллеса к организованным «синим воротничкам» нанесёт вред Хамфри в северных штатах, таких как Огайо, Нью-Джерси и Мичиган. Уоллес провёл кампанию «закон и порядок», аналогичную кампании Никсона, что ещё больше обеспокоило республиканцев.
В некрологе Уоллеса 1998 года политический редактор The Huntsville Times Джон Андерсон резюмировал влияние кампании 1968 года: «Его поразительное обращение к миллионам отчуждённых белых избирателей не было потеряно для Ричарда Никсона и других республиканских стратегов. Сначала Никсон, затем Рональд Рейган и, наконец, Джордж Герберт Уокер Буш успешно принял смягчённые версии антибасовой и антифедеральной правительственной платформы Уоллеса, чтобы оттолкнуть белых с низким и средним доходом от коалиции за демократический новый курс». Дэн Картер, профессор истории Университета Эмори в Атланте, добавил: «Джордж Уоллес заложил основу для доминирования Республиканской партии в американском обществе путём манипулирования расовыми и социальными проблемами в 1960-х и 1970-х годах. Он был главным учителем, а Ричард Никсон и последовавшие за ним республиканские лидеры были его студенты».
Уоллес считал Хэппи Чендлера, бывшего комиссара по бейсболу, бывшего губернатора Кентукки на два срока и бывшего сенатора от Кентукки, своим напарником в своей кампании 1968 года в качестве стороннего кандидата; как сказал один из помощников Уоллеса: «У нас есть все чокнутые в стране; мы могли бы найти несколько приличных людей — вы работаете на одной стороне улицы, а он — на другой». Уоллес пригласил Чандлер, но когда пресса опубликовала перспективу, сторонники Уоллеса возражали: Чендлер поддержал наём афроамериканца Джеки Робинсон в спортивную команду Бруклин Доджерс.
Уоллес отказался от приглашения, и (после рассмотрения предложения основателя Kentucky Fried Chicken полковника Харланд Сандерса) выбрал своего бывшего начальника, бывшего генерала ВВС Кертис Лемэя из Калифорнии. ЛеМэй считался одним из тех кто помогал созданию в 1947 году ВВС США и экспертом в военном деле. Его четырёхзвёздочное воинское звание, опыт работы в Стратегическом командовании авиации и присутствие в качестве советника президента Кеннеди во время кубинского ракетного кризиса считалось внешнеполитическим активом кампании Уоллеса. К 1968 году ЛеМэй вышел на пенсию и занимал пост председателя правления электронной компании, но компания пригрозила уволить его, если он возьмёт отпуск, чтобы баллотироваться на пост вице-президента. Чтобы ЛеМэй оставался в выигрыше, спонсор Уоллеса и техасский нефтяной магнат HL Hunt учредили фонд в миллион долларов для возмещения ЛеМэю любого дохода, потерянного в ходе кампании. Помощники кампании пытались убедить ЛеМея избегать вопросов, связанных с ядерным оружием, но когда его спросили, считает ли он его использование ядерного оружия необходимым для победы во Вьетнамской войне, он сначала сказал, что Америка могла бы победить во Вьетнаме без них. Однако он встревожил аудиторию дальнейшими комментариями: «У нас [американцев] есть фобия по поводу ядерного оружия. Я думаю, что могут быть моменты, когда было бы наиболее эффективно использовать ядерное оружие». «Политически глухой» ЛеМэй стал тормозом для кандидатуры Уоллеса на оставшуюся часть кампании.
В 1968 году Уоллес пообещал, что «если какой-нибудь анархист ляжет перед моим автомобилем, это будет последний автомобиль, перед которым он когда-либо ляжет», и утверждал, что единственные четырёхбуквенные слова, о которых хиппи не знали, были «работа». и «мыло». Отвечая на критику предыдущего комментария, Уоллес позже пояснил, что имел в виду, что такой протестующий будет наказан в соответствии с законом, а не наездом. Такая риторика стала известной. Он обвинил Хамфри и Никсона в стремлении радикально десегрегировать Юг. Уоллес сказал: «Между республиканцами и демократами нет ни копейки» — лозунг кампании, который он впервые усовершенствовал, когда Лурлин Уоллес победила Джеймса Д. Мартина.
Основные средства массовой информации отметили поддержку, которую Уоллес получил от экстремистских группировок, таких как Советы белых граждан. Было отмечено, что члены таких групп пронизывали кампанию Уоллеса к 1968 году, и хотя Уоллес открыто не искал их поддержки, он не отказывался от неё. Действительно, был задокументирован по крайней мере один случай, когда пронацисты и сторонники превосходства белых Лобби свободы распространяли про-Уоллесовский памфлет, озаглавленный «Встань в защиту Америки», несмотря на отрицание такой связи кампанией. В отличие от Строма Термонда в 1948 году, Уоллес вообще избегал дискуссий, связанных с расами. В основном он критиковал хиппи и «остроконечных интеллектуалов». Он отрицал, что был расистом, сказав однажды: «Я никогда в жизни не произносил расистских речей».
В то время как Уоллес победил в пяти южных штатах, получил почти десять миллионов голосов избирателей и 46 голосов выборщиков, Никсон получил 301 голос выборщиков, больше, чем необходимо для победы на выборах. Уоллес остаётся последним недемократическим и не республиканским кандидатом, получившим голоса выборщиков. Уоллес также получил голос одного избирателя из Северной Каролины, который был предназначен Никсону.
Многие находили Уоллеса интересным участником кампании. «Хиппи», которые называли его фашистом, он отвечал: «Я убивал фашистов, когда вы, панки, были в пелёнках».
Уоллес осудил обязательное заключение Верховного суда США по делу Александр против Совета по образованию округа Холмс, который приказал немедленно устроить десегрегацию южных школ.

## Второй срок на посту губернатора
В 1970 году Уоллес добивался выдвижения от Демократической партии против действующего губернатора Альберта Брюэра, который был первым кандидатом в губернаторы со времён Реконструкции, который заручился поддержкой афроамериканцев. Хотя на выборах губернатора в 1966 году тогдашний генеральный прокурор штата Ричмонд Флауэрс отстаивал гражданские права для всех и при поддержке большинства чернокожих избирателей Алабамы занял второе место на предварительных выборах от демократической партии, Брюэр представил прогрессивную платформу и работал над созданием союза между чёрными и белым рабочим классом. О поездках Уоллеса за пределы штата Брюэр сказал: «Алабаме нужен постоянный губернатор!».
На предварительных выборах Брюэр занял первое место, но не набрал большинства, что вызвало второй тур выборов.
В том, что позже президент США Джимми Картер назвал «одной из самых расистских кампаний в современной южной политической истории» Уоллес транслировал телевизионную рекламу с такими лозунгами, как «Вы хотите, чтобы чёрный блок избрал вашего губернатора?» и распространил рекламу, изображающую белую девушку в окружении семи чёрных мальчиков, с лозунгом «Проснись, Алабама! Чёрные клянутся захватить Алабаму». Во втором туре Уоллес с небольшим перевесом выиграл номинацию от Демократической партии и победил на всеобщих выборах с большим перевесом.
Хотя Уоллес пообещал не баллотироваться в президенты в третий раз, на следующий день после выборов он вылетел в Висконсин, чтобы участвовать в кампании на предстоящих президентских выборах 1972 года в США. Уоллес, чьи президентские амбиции были бы разрушены поражением губернатора, как говорят, провёл «одну из самых отвратительных кампаний в истории штата», используя расистскую риторику, предлагая при этом несколько новых идей.

## Праймериз президента Демократической партии 1972 года и попытка убийства
13 января 1972 года Уоллес объявил себя участником праймериз от демократов. В число соперников входили сенатор Джордж Макговерн, кандидат 1968 года и бывший вице-президент США Хьюберт Хамфри, а также девять других противников-демократов, в том числе Джон В. Линдси, либеральный мэр Нью-Йорка, который перешёл из республиканской партии, чтобы участвовать в предварительных выборах президента Демократической партии.
Уоллес объявил, что больше не поддерживает сегрегацию и всегда был «умеренным» в расовых вопросах. Эта позиция была отголоском Никсона, который в 1969 году учредил первую программу позитивных действий. Уоллес так же, как и Никсон выразил продолжающееся противодействие десегрегации автобусов. В течение следующих четырёх месяцев кампания Уоллеса продвигалась хорошо. На предварительных выборах во Флориде Уоллес выиграл 42 процента голосов от каждого округа.
15 мая 1972 года в него пять раз выстрелил Артур Бремер во время кампании в торговом центре Laurel в Лорел, штат Мэриленд, в момент, когда Уоллес получал высокие оценки в национальных опросах общественного мнения. Бремера видели на митинге Уоллеса в Уитоне, штат Мэриленд, ранее в тот же день и двумя днями ранее на митинге в Каламазу, штат Мичиган. Уоллес был ранен в живот и грудь, и одна из пуль попала в позвоночник Уоллеса, оставив его парализованным ниже пояса на всю оставшуюся жизнь. В тот вечер потребовалась пятичасовая операция, и Уоллесу пришлось получить несколько литров крови, чтобы выжить. Трое человек, раненные в результате перестрелки, также выжили. Стрельба и последующие травмы Уоллеса положили конец его заявке на выдвижение в президенты от Демократической партии.
Дневник Бремера «Дневник убийцы», опубликованный после его ареста, показывает, что в покушении он руководствовался стремлением к славе, а не политической идеологией. Ранее он хотел произвести покушение на президента Никсона. Он был осуждён на суде. 4 августа 1972 года Бремера приговорили к сроку в 63 года тюремного заключения, позже сокращённому до 53 лет. Бремер отсидел 35 лет и был условно-досрочно освобождён 9 ноября 2007 года.
Корреспондент CBS News Дэвид Дик получил премию Эмми за освещение покушения на жизнь Уоллеса.
После попытки убийства Уоллеса посетила в больнице женщина-конгрессмен-демократ и главный соперник президента Ширли Чизхолм, представитель Бедфорд-Стайвесант, Бруклин. В то время она была единственной афроамериканкой-членом Конгресса в стране. Несмотря на их идеологические разногласия и сопротивление избирателей Чисхолм, она считала, что посещение Уоллеса было гуманным поступком. Другими людьми, посетившими Уоллеса в больнице, были президент Никсон, вице-президент Спиро Агнью и соперники на президентских выборах Хьюберт Хамфри, Джордж Макговерн и Тед Кеннеди. Он также получил телеграммы от бывшего президента Линдона Джонсона, губернатора Калифорнии Рональда Рейгана и Папы Римского Павла VI.
Так как Уоллес покинул Алабаму на срок более чем 20 дней, выздоравливая в больнице, по конституции штата Вице-губернатор Джери Бисли стал исполняющим обязанности губернатора с 5 июня до возвращения Уоллеса в Алабаму 7 июля. Уоллес возобновил свои губернаторские обязанности и легко победил на первичных и всеобщих выборах 1974 года, выиграв у сенатора штата от республиканцев Элвина МакКэри, застройщика из Аннистона, который получил менее 15 процентов голосов.
В 1992 году, когда его попросили прокомментировать 20-ю годовщину его покушения на убийство, Уоллес ответил: «Я пережил 20 лет боли».

## Праймериз на выборах президента Демократической партии 1976 года
В ноябре 1975 года Уоллес объявил о своей четвёртой заявке на пост президента, снова участвуя в президентских праймериз демократов. Кампания Уоллеса страдала от беспокойства избирателей за его здоровье, а также из-за распространения в СМИ изображений, которые изображали его почти беспомощным. Его сторонники жаловались, что такое освещение было мотивировано предвзятостью. На южных праймериз и собраниях Уоллес выступал только из Миссисипи, Южной Каролины и своего родного штата Алабама. Если бы голоса избирателей на всех праймериз и кокусах были объединены, Уоллес занял бы третье место после бывшего губернатора Джорджии Джимми Картера и губернатора Калифорнии Джерри Брауна. После того, как праймериз были завершены и он проиграл несколько южных праймериз Картеру, Уоллес покинул гонку в июне 1976 года. В конце концов он поддержал Картера, который победил действующего республиканца Джеральда Форда. Позже Уоллес сказал, что способствовал выдвижению своего товарища-южанина. Никакая позиция, отстаиваемая Уоллесом, не была включена в демократическую платформу 1976 года.

## Последний срок на посту губернатора
В конце 1970-х Уоллес объявил, что он возрождённый христианин, и извинился перед чернокожими лидерами гражданских прав за свои прошлые действия в качестве сегрегациониста. Он сказал, что, хотя однажды он искал силы и славы, он понял, что ему нужно искать любви и прощения. В 1979 году Уоллес сказал о своём стоянии у дверей школы: «Я был неправ. Те дни прошли, и им пора». Он публично попросил прощения у афроамериканцев. На демократических праймериз во втором туре прошёл с 51 процентами голосов, и победил в штате с 57 процентами голосов. Во время последнего срока Уоллеса на посту губернатора (1983—1987) он добился назначения на государственные должности рекордного числа чёрных американцев включая, впервые, двух членов кабинета министров.
2 апреля 1986 года Уоллес объявил на пресс-конференции в Монтгомери, что он не будет баллотироваться на пятый срок в качестве губернатора Алабамы и уйдёт из общественной жизни после того, как покинул особняк губернатора в январе 1987 года. Уоллес достиг четырёх губернаторских полномочий. срок полномочий в течение трёх десятилетий, всего 16 лет в должности.

## Поздняя жизнь
В интервью 1995 года Уоллес сказал, что планировал проголосовать за республиканца Боба Доула на президентских выборах 1996 года, комментируя: «Он хороший человек. Его жена — возрождённая христианка, и я думаю, что он тоже». Он также сообщил, что в 1992 году голосовал за другого республиканца Джорджа Буша-старшего. Его сын, Джордж Уоллес-младший, официально перешёл из лагеря демократов к республиканцам в том же году. Сам Уоллес отказался назвать себя республиканцем или демократом. Но он добавил: «Штат постепенно становится республиканским из-за того, что Клинтон настолько либерален».
В последние годы жизни Уоллес страдал глухотой и болезнью Паркинсона.
Посиделки в ресторане в нескольких кварталах от Капитолия Алабамы для Уоллеса стало чем-то вроде привычки. В постоянной боли он был окружён свитой старых друзей и приезжих доброжелателей и продолжал этот ритуал вплоть до несколько недель до своей смерти. Уоллес умер в результате септического шока от бактериальной инфекции в больнице Джексон в Монтгомери 13 сентября 1998 года. Он страдал от респираторных заболеваний в дополнение к осложнениям, вызванным огнестрельным ранением позвоночника. Его могила находится на кладбище Гринвуд в Монтгомери.
Он известен, прежде всего, своими крайне правыми, ультраконсервативными, расистскими и антикоммунистическими взглядами, в частности, защитой расовой сегрегации в эпоху борьбы за гражданские права. Впрочем, впоследствии Уоллес отказался от этих убеждений. После четырёх неудачных попыток баллотироваться на пост президента Уоллес потерпел неудачу в национальной политике. Однако его влияние на американскую политику было огромным и принесло ему прозвище «самый влиятельный неудачник» в американской политике 20-го века, согласно биографам Дэну Т. Картеру и Стефану Лешеру.
В течение его жизни были примеры того, как Уоллес искал умеренности в отношении расы. Например, «<…> каждый чернокожий адвокат, который приводил доводы в зале суда Уоллеса, был поражён его справедливостью, но никто из тех, кто хорошо знал Уоллеса, никогда не принимал всерьёз его искреннюю профессию — произнесённую тысячу раз после 1963 года, — что он был сторонником сегрегации, а не расистом». Репортёр, освещавший политику штата в 1961 году, заметил, что, в то время как другие политики Алабамы говорили в основном о женщинах и футболе Алабамы, для Уоллеса «<…>это была раса — раса, раса, раса — и каждый раз, когда я оставался один наедине с ним, это всё, о чём мы говорили».
Озабоченность Уоллеса расой была основана на его убеждении, что чернокожие американцы представляют собой отдельную низшую расу. В письме 1963 года учителю обществознания Уоллес заявил, что они склонны к преступлению — особенно к «зверским действиям <…> таким, как изнасилование, нападение и убийство», — из-за высокой заболеваемости венерическими заболеваниями. Десегрегация, писал он, приведёт к «смешанным бракам <…> и в конечном итоге наша раса превратится в расовую беспородную».

## Семья
- Уоллес, Лёрлин — губернатор Алабамы в 1967—1968 годах.